# Od czego zaczyna się Ojczyzna
Od czego zaczyna się Ojczyzna?  (ros. "С чего начинается Родина") - szeroko znana radziecka piosenka patriotyczna z filmu Tarcza i miecz ("Щит и меч"). Autorem słów był Michaił Matusowskij, a muzykę skomponował Wieniamin Basner. Wykonawcą pieśni w filmie był Mark Bernes. Tytuł utworu wszedł na stałe do języka codziennego, stając się przysłowiem czasów współczesnych. Był też często wykorzystywany w prasie. 